# Valerie Leon
Valerie Leon (ur. 12 listopada 1943 w Londynie) – brytyjska aktorka filmowa, telewizyjna i teatralna.

## Wybrana filmografia
- 1967: Smashing Time jako sekretarka Tove'a
- 1969: Włoska robota jako recepcjonistka w Royal Lancaster
- 1969: Cała naprzód: Wakacje! Do dzieła! jako Panna Dobbin
- 1969: Cała naprzód: Doktorku, jeszcze raz do dzieła! jako Deirdre
- 1970: Szczeble kariery Michaela Rimmera jako Tanya
- 1971: Krew z grobowca mumii jako Margaret Fuchs/Królowa Tera
- 1972: Mamuśka, do dzieła jako Jane Darling
- 1973: Cała naprzód: Dziewczęta do dzieła jako Paula Perkins
- 1973: Bez seksu: Jesteśmy Brytyjczykami jako Susan
- 1977: Szpieg, który mnie kochał jako recepcjonistka w hotelu
- 1978: Dzikie gęsi jako dziewczyna handlarza
- 1978: Zemsta Różowej Pantery jako Tanya
- 1983: Nigdy nie mów nigdy jako kobieta na Bahama